# Comuna Iahanivka, Lîpova Dolîna
Iahanivka (în ucraineană Яганівка) este o comună în raionul Lîpova Dolîna, regiunea Sumî, Ucraina, formată din satele Buhaiivka, Hrabșciîna și Iahanivka (reședința).

## Demografie
Componența lingvistică a comunei Iahanivka
     Ucraineană (98,95%)
     Rusă (1,05%)
Conform recensământului din 2001, majoritatea populației comunei Iahanivka era vorbitoare de ucraineană (98,95%), existând în minoritate și vorbitori de rusă (1,05%).